# Sattnitz-Ost
Sattnitz-Ost este o arie protejată (arie specială de conservare — SAC, sit de importanță comunitară — SCI) din Austria întinsă pe o suprafață de 697,64 ha, integral pe uscat.

## Localizare
Centrul sitului Sattnitz-Ost este situat la coordonatele 46°33′45″N 14°23′56″E / 46.5624°N 14.399°E.

## Înființare
Situl Sattnitz-Ost a fost declarat sit de importanță comunitară în decembrie 2018 pentru a proteja 1 specie de plante și 1 specie de animale. Situl a fost protejat și ca arie specială de conservare în decembrie 2018.

## Biodiversitate
Situată în ecoregiunea alpină, aria protejată conține 6 habitate naturale: Pajiști panonice carstice (Stipo-Festucetalia pallentis), Izvoare petrifiante cu formare de travertin (Cratoneurion), Pante stâncoase calcaroase cu vegetație casmofită, Peșteri inaccesibile publicului, Păduri pe pante, grohotișuri și ravene de Tilio-Acerion, Păduri ilirice de Fagus sylvatica (Aremonio-Fagion).
La baza desemnării sitului se află mai multe specii protejate:
- plante (1): mușchi (Dicranum viride)
- nevertebrate (1): Rosalia alpina

Pe lângă speciile protejate, pe teritoriul sitului au mai fost identificate 4 specii de reptile.